# Llau de Sant Feliu
La llau de Sant Feliu és una llau del terme municipal de la Torre de Cabdella, dins de l'antic terme de la Pobleta de Bellveí.
Es forma al sud del poble d'Estavill per la unió de dues llaus anomenades del Vedat. Des d'aquell lloc davalla cap al sud-est, per atènyer el Flamisell a prop i al nord-oest de la Pobleta de Bellveí.